# دولوسباگه بازار
دولوسباگه بازار (به لاتین: Dolosbage Bazaar) یک منطقهٔ مسکونی در سری‌لانکا است که در استان مرکزی (سری‌لانکا) واقع شده‌است.